# (1712) Angola
(1712) Angola es un asteroide que forma parte del cinturón de asteroides y fue descubierto el 28 de mayo de 1935 por Cyril V. Jackson desde el observatorio Union de Johannesburgo, República Sudaficana.

## Designación y nombre
Angola recibió inicialmente la designación de 1935 KC.
Posteriormente se nombró por Angola, un país del suroeste de África.

## Características orbitales
Angola orbita a una distancia media de 3,167 ua del Sol, pudiendo acercarse hasta 2,686 ua y alejarse hasta 3,648 ua. Su inclinación orbital es 19,39° y la excentricidad 0,1519. Emplea en completar una órbita alrededor del Sol 2058 días.